# Загребелье (Чернухинский район)
Загребелье (укр. Загребелля) — село,
Мелеховский сельский совет,
Чернухинский район,
Полтавская область,
Украина.
Код КОАТУУ — 5325182605. Население по переписи 2001 года составляло 366 человек.

## Географическое положение
Село Загребелье находится на левом берегу реки Многа, которая через 5 км впадает в реку Удай
выше по течению примыкает село Мелехи,
на противоположном берегу — село Городище.

## Известные люди
- Марченко, Сергей Яковлевич — зоотехник, Герой Социалистического Труда.